# Pere Bosch i Cuenca
Pere Bosch i Cuenca (Banyoles, Pla de l'Estany, 2 de novembre de 1966) és un polític i historiador català, diputat al Parlament de Catalunya en la VIII, IX i X legislatures.

## Biografia
Llicenciat en història contemporània per la Universitat Autònoma de Barcelona. Ha treballat al diari El Punt, primer a la secció de disseny i després al Servei de Documentació. Ha publicat articles de divulgació històrica sobre Banyoles i la comarca al mateix diari, a la revista El Pla de l'Estany i a la Revista de Banyoles. Ha col·laborat en el Diccionari del moviment obrer als Països Catalans i és coautor del llibre Història al Pla de l'Estany.
Des del 1996 ha participat en diverses exposicions organitzades pel Museu Arqueològic Comarcal, com ara «L'assemblea de la comarca de Banyoles» i la «Marxa de la llibertat» (guió i direcció), «La Guerra Civil al Pla de l'Estany» (guió) i «Carlins i republicans al Pla de l'Estany» (guió). Actualment és membre de la Secció d'Història del Centre d'Estudis Comarcals de Banyoles i soci dels Amics dels Museus de Banyoles.
El 1985 va participar en la fundació del Col·lectiu Nacionalista de la Baixa Garrotxa i, més endavant, en la de la Candidatura d'Unitat Popular (CUP), amb la qual va ser regidor de l'Ajuntament de Banyoles (1991-1993). Després d'uns anys apartat de la política, va ser el cap de llista de la candidatura d'ERC a les eleccions municipals del 1999 en què va ser escollit alcalde. El mateix any 1999 va entrar a militar al partit. Després de les eleccions municipals del 2003 va ser reescollit alcalde, responsabilitat que va deixar el 2007. Va ser membre del Comitè Executiu de la Federació de Municipis de Catalunya (1999-2003), d'on va ser president de la Comissió de Prevenció i Seguretat, i diputat responsable de l'Àrea de Medi Ambient a la Diputació de Girona (2003-2006), és president del Consorci de Benestar Social Pla de l'Estany-Banyoles i del Consorci de l'Estany.
Va ser elegit diputat per ERC a les eleccions al Parlament de Catalunya del 2006, responsabilitat que va desenvolupar fins al final de la legislatura, el 2010. El gener del 2011 va entrar al Parlament en substitució de Pere Vigo i Sallent i a les eleccions del 2012 va ser reescollit.